# M107 자주포
M107 자주포(-自走砲)는 미국에서 제작된 포신 구경 175mm의 자주포이다. M110 자주포와 같은 계열에 속한다. 항공 운송 체계하의 원거리 사격 지원용으로 개발되었다. M107은 1960년대에서 1970년대까지 미국 육군에서 사용되었으며, 독일, 대한민국, 스페인, 그리스, 이란, 이스라엘, 이탈리아, 네덜란드, 영국, 터키 등의 여러 나라에 수출되었다. 미국 육군에서 M107을 투입한 것은 베트남 전쟁에 국한되나, 이스라엘에서는 여러 차례 전투에서 사용되었다. M107은 후속 기종인 M110과 많은 부품을 공유하며, 다수가 대체되기도 했다. 미국에서는 1970년대에 은퇴하였으나, 타 육군에서는 2010년까지 운용되고 있다.

## 개발 및 생산 내력
1950년대, 미 육군의 표준 203mm 대포는 M53의 차대와 포탑을 기반으로 M48의 부품을 사용한 M55였다. 44톤인 M55의 중량으로는 항공 수송이 불가능했고, 가솔린 엔진으로는 작전거리가 260km로 제한되었고, 전투시 폭발의 위험이 있었다. 이로부터 미 육군은 새로운 계열의 자주포의 요건을 발표하였다. 항공 수송이 가능할 정도로 가볍고, 관리와 교육이 용이하도록 동일한 차대에서 여러 차량을 파생시키는 관행이 유지되어야 했다. 파카 그룹은 몇 가지의 원형을 개발했다. 175mm T235 자주포와 203mm T236 자주포가 디젤 엔진으로 개발되었고, 무장이 다른 것을 제외하면 근본적으로는 동일했다. 이들은 미 육군에 M107과 M110으로 각각 1962년과 1963년에 도입되었다.
M107과 M110의 지원 차량으로 M578 구난차량이 있다. 이 차량은 M107과 M110의 관리 외에 고장나거나 작동 불능의 차량의 구난 외에 다양한 기술적 기능에 사용되어 왔다. 다수의 M107은 M110A2로 다시 제작되기도 했다.